# Kobordismus-Vermutung
Die Kobordismus-Vermutung ist eine von Baez und Dolan aufgestellte Vermutung aus der Mathematik, mit der die höhere Kategorientheorie auf die Klassifikation topologischer Quantenfeldtheorien angewandt werden soll.
Aufbauend auf einer Arbeit von Jacob Lurie veröffentlichten David Ayala und John Francis 2017 einen Artikel auf ArXiv, in dem der Beweis der Kobordismus-Vermutung auf die Korrektheit einer Vermutung über Faktorisierungshomologie zurückgeführt wird.
Ende 2021 erschien auf dem ArXiv ein Preprint von Daniel Grady und Dmitri Pavlov, mit dem die Kobordismus-Vermutung und eine Verallgemeinerung bewiesen werden sollen.

## Formulierung der Vermutung
Für jede symmetrische monoidale {\displaystyle (\infty ,n)}-Kategorie {\displaystyle {\mathcal {C}}}, in der duale Objekte und adjungierte Morphismen gebildet werden können, hat man eine Bijektion zwischen den {\displaystyle {\mathcal {C}}}-wertigen symmetrischen monoidalen Funktoren der Kobordismuskategorie und den Objekten von {\displaystyle {\mathcal {C}}}.

## Motivation
Symmetrische monoidale Funktoren aus der Kobordismuskategorie entsprechen topologischen Quantenfeldtheorien.
Die Kobordismus-Vermutung für topologische Quantenfeldtheorien ist das Analogon der Eilenberg-Steenrod-Axiome für Homologietheorien. Die Eilenberg-Steenrod-Axiome besagen, dass eine Homologietheorie durch ihren Wert für den Punkt eindeutig festgelegt ist, und die Kobordismus-Vermutung besagt, dass eine topologische Quantenfeldtheorie durch ihren Wert für den Punkt eindeutig festgelegt wird: die oben formulierte Bijektion zwischen {\displaystyle {\mathcal {C}}}-wertigen symmetrischen monoidalen Funktoren und den Objekten von {\displaystyle {\mathcal {C}}} soll durch Auswertung auf dem Punkt definiert sein.